# تیم فورترس کلاسیک
تیم فورترس کلاسیک یا قلعه تیمی کلاسیک (به انگلیسی: Team Fortress Classic) (که با نام تیم فورترس ۱٫۵نیز شناخته می‌شود) یک بازی ویدیویی تیراندازی اول شخص محصول ۱۹۹۹ است که توسط ولو ساخته و منتشر شده‌است. این بازی در مسابقات چندنفره برخط، دو تیم را مقابل یکدیگر قرار می‌دهد. هر یک از اعضای تیم به عنوان یکی از ۹ کلاس بازی می‌کند که هر کدام مهارت‌های مختلفی دارند. اهداف شامل تسخیر پرچم (CTF) ، کنترل سرزمین و همراهی بازیکن "VIP" است.
بر اساس یک ماد از عنوان Quake در سال ۱۹۹۶ که فقط تیم فورترس شناخته می‌شود، ولو بازی را به موتور GoldSrc (که در نیمه‌عمر استفاده شد) منتقل کرد. از زمان عرضه تیم فورترس کلاسیک، بازی ارتقاهای قابل توجهی در حالت‌های بازی و غیره قرار گرفته‌است.

در حالت تسخیر پرچم، گروهی از بازیکنان آبی به پایگاه قرمز حمله می‌کنند.

## بازتاب‌ها
تیم فورترس کلاسیک نظرات مثبت منتقدان را بدست آورد و امتیاز ۸۵٪ را در سایت بازبینی جمعی بازی‌های ویدیوئی گیم‌رنکینگز کسب کرد.
| گردآورنده  | امتیاز |
| ---------- | ------ |
| گیم‌رنکینگز | 85%    |

| ناشر                 | امتیاز |
| -------------------- | ------ |
| پی‌سی گیمر (بریتانیا) | 85%    |
| PC Gaming World      | 9.8/10 |